# Гулобод (Шахритусский район)
Гулобод (тадж. Гулобод; до 2024 года — Рудаки) — село в Хатлонской области Республики Таджикистан. 
Входит в состав джамоата (сельской общины) Тодждорон Шахритусского района.
Находится на расстоянии 4 км от райцентра (пгт. Тус) и 4 км от центра джамоата (село Пойиншахр).
Население — 259 чел. (2017).